# Choi Chul-soon
Choi Chul-soon (hangul: 최철순), född 8 februari 1987, är en sydkoreansk fotbollsspelare. Han spelar för Jeonbuk Hyundai Motors i K League Classic.